# Église Saint-Benoît-le-Bétourné
L'église Saint-Benoît-le-Bétourné est une église dédiée aux martyrs syriens Serge et Bacchus et fondée au VIe siècle à Paris, sur la rue Saint-Jacques, dans l'actuel 5e arrondissement de Paris.
Elle est détruite en 1831 pour faire place au théâtre du Panthéon. Celui-ci est rasé en 1854 pour permettre le percement de la rue des Écoles.

## Histoire
La tradition voulait que Denis de Paris (qui en serait le fondateur selon Raoul de Presles)[source insuffisante] se fût arrêté en ce lieu, après son martyre et sa décapitation, lors de son périple, emportant sa tête coupée dans ses mains... Il aurait alors prononcé une bénédiction en professant le dogme de la Trinité avant de dédier le lieu au « Benoît Sire Dieu ». Par déformation sémantique, il semble acquis que, dès le XIIIe siècle, le patronage de l'église passa à Benoît de Nursie.
Alors que la tradition exigeait une orientation est-ouest, une erreur du maître compagnon architecte-bâtisseur fut de construire le chœur de cette église à l'ouest, ce qui lui valut d'être appelée « le bétourné » (pour « mal tourné », ou « détourné »).
Vers 1280-1300, elle est citée dans Le Dit des rues de Paris de Guillot de Paris sous la forme "Saint-Beneoit le bestourné".
Pendant le règne de Saint Louis, le cloître accueillait un marché public. Le roi autorise également les chanoines de Notre-Dame à percevoir dans ce marché un droit sur le pain et le vin. Les granges du vaste cloître de Saint-Benoit permettaient de stocker les redevances en grains et en vins dues aux chanoines.
L'église était au Moyen Âge un lieu de dévotion à saint Mathurin qui était réputé guérir les fous et les possédés. Un autel lui était dédié. On y amenait toutes sortes de malades mentaux dans l'espoir d'obtenir leur guérison.
En 1431, Guillaume de Villon y fut notamment chapelain. Il était le tuteur de François Villon, ce-dernier étant même enfant de chœur à cette église.
Vraisemblablement au plus tard avant la fin du XVᵉ siècle, l'orientation habituelle fut rétablie, l'église prit alors le nom de « Saint-Denis-le-Bistourné » (pour « tourné deux fois »), puis celui de Saint-Denis-le-Bientourné,.
Une Mise au tombeau, en terre cuite, avec ses huit personnages traditionnels grandeur nature, de la fin du XVIe siècle, visible dans l'église Saint-Etienne-du-Mont, provient de Saint-Benoît-le-Bétourné.

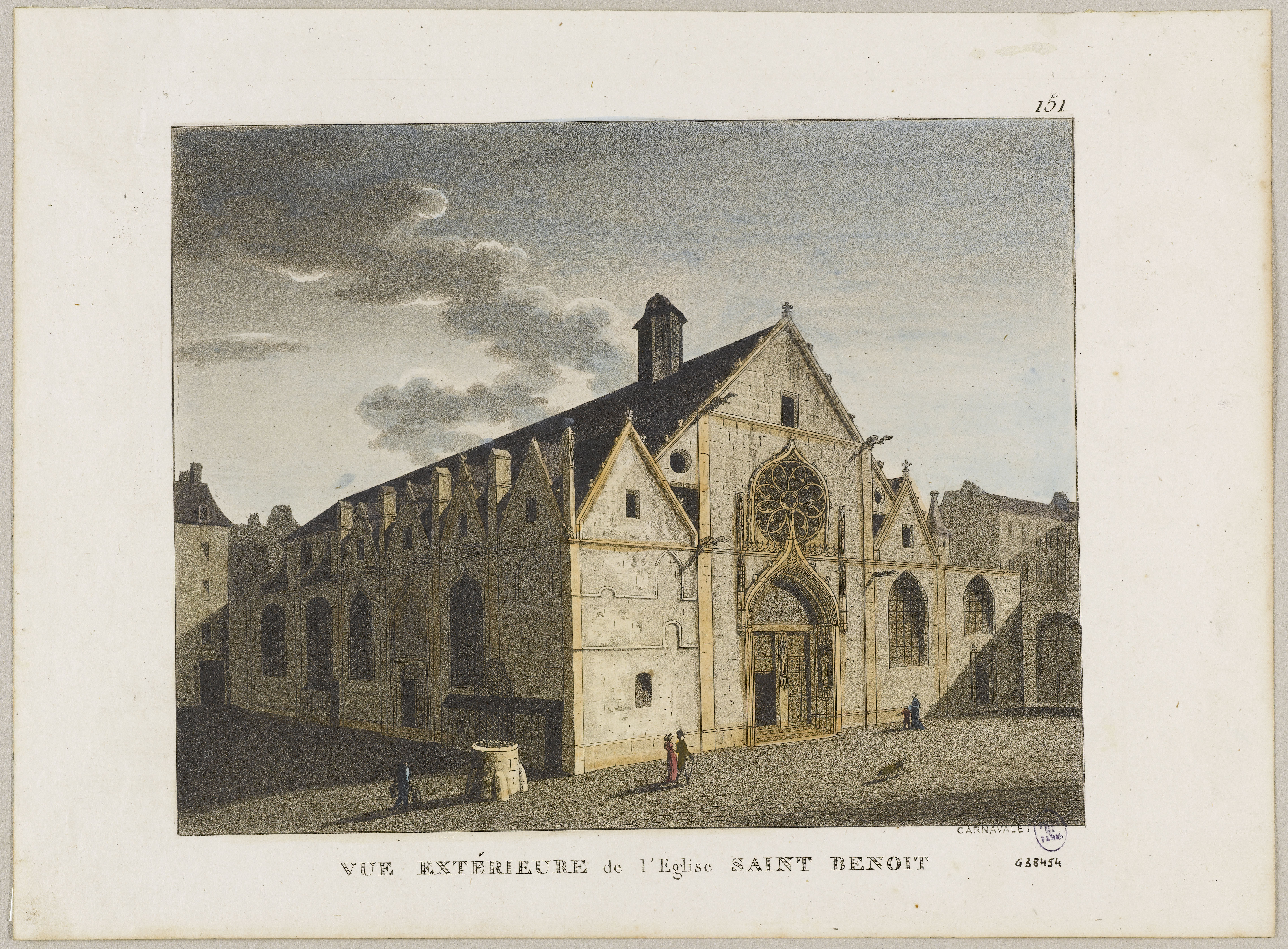
L'église au début du XIXe siècle.

L'église est transformée en magasin à fourrage en 1790 par les révolutionnaires, les propriétés du chapitre Saint-Benoit sont vendues les 5, 8 octobre 1791 et 9 vendémiaire an VII (30 septembre 1798).  
En 1793, elle est cédée à un chasublier puis revendue à un marchand de farine, en 1812. 
Un entrepreneur de spectacle achète l’édifice, en 1822 et y fonde un théâtre. La scène occupe le chœur de l’église. On y joue des vaudevilles.
L'église est détruite en 1831 pour faire place au théâtre du Panthéon. Celui-ci est rasé en 1854 pour permettre le percement de la rue des Écoles.

## Personnalités
- Jean-Joseph-Guillaume Bruté de Rémur (mort en 1762), docteur en Sorbonne et curé de Saint-Benoît-le-Bétourné, dont les traits ont été gravés par Marie-Louise-Adélaïde Boizot.
- Jacques Hilaire Bourguignon, chanoine prébendé de la collégiale Saint-Benoît de Paris, appose sa signature sur les registres paroissiaux de Bourg-la-Reine en qualité de curé le 11 juin 1695 et sa dernière le 23 mars 1719, il meurt le 18 avril suivant âgé de 50 ans, et fut inhumé au milieu du chœur de la première église Saint-Gilles de Bourg-la-Reine[10]
- Jean-François Boyer (1675-1755) qui y fut baptisé le 12 mars 1675, évêque de Mirepoix, précepteur du dauphin Louis de France (1729-1765) et titulaire de la feuille des bénéfices.
- François de Montcorbier dit François Villon (1431-1463), poète, a été confié enfant à la garde de maître Guillaume de Villon, alors chapelain de l'église. C'est d'ailleurs du maître Guillaume que François tint par la suite le nom de Villon. Le 5 juin 1455, François est impliqué dans le meurtre du prêtre Philippe Sermoise (ou Chermoye)[11].

## Inhumations
- 12 avril 1608: Pierre Brûlart de Genlis (1535-1608), seigneur, secrétaire de trois rois de France, ministre, il fut un homme d'État français du XVIe siècle. Inhumé dans sa chapelle.
- 1702 : Charles Perrault (1628-1703), auteur des Contes de ma mère l'Oye.
- 1710 : Paul Androuet du Cerceau (v.1630-1710), graveur, décédé dans sa maison à l'enseigne de l'Olivier, rue Saint-Jean-de-Beauvais.
- 1729 : Michel Baron (1653-1729), comédien, élève de Molière[9].
- 1771 : Laurent Cars (1699-1771), peintre et graveur.

## Propriétés, revenus
- En 1544-1549  le Chapitre de l'église Saint-Benoît-le-Bétourné a une rente sur « les Trois rois » à Bourg-la-Reine, 1544-1549 [12];